# Litopus auricollis
Litopus auricollis là một loài bọ cánh cứng trong họ Cerambycidae.